# Hacienda Vieja, Nayarit
Hacienda Vieja är en ort i Mexiko.   Den ligger i kommunen Santiago Ixcuintla och delstaten Nayarit, i den centrala delen av landet, 700 km väster om huvudstaden Mexico City. Hacienda Vieja ligger 93 meter över havet och antalet invånare är 116.
Terrängen runt Hacienda Vieja är kuperad österut, men västerut är den platt. Runt Hacienda Vieja är det ganska tätbefolkat, med 96 invånare per kvadratkilometer. Närmaste större samhälle är Estación Ruiz, 18,6 km nordväst om Hacienda Vieja. I omgivningarna runt Hacienda Vieja växer i huvudsak lövfällande lövskog.